# Magia (album de Shakira)
Vous lisez un « bon article » labellisé en 2016.
Pour les articles homonymes, voir Magia.
Albums de Shakira
Peligro
(1993)
Magia (littéralement en français, « Magie ») est le premier album de la chanteuse colombienne Shakira, alors âgée de quatorze ans. Il sort uniquement dans son pays natal le 24 juin 1991 et est édité par Sony Music. L'album est enregistré dans les locaux d'Aga Estudios à Bogota, après près de trois mois de préproduction. Toutes les chansons abordent le thème de l'amour pour son prince charmant (à l'exception de Gafas oscuras) et sont écrites alors qu'elle a entre huit et douze ans.
Pour la promotion du disque, Shakira effectue notamment des représentations devant public dans plusieurs grandes villes colombiennes, accompagnée de quatre danseurs. La première a lieu dans sa ville natale, à Barranquilla, dans le théâtre Amira de la Rosa. Bien que l'album soit bien accueilli par la presse et par le public colombien, il ne connait pas un énorme succès commercial, avec entre 1 000 et 1 200 exemplaires vendus. Cependant, les chansons de Magia passent régulièrement sur les stations de radio colombiennes l'année de sa sortie et Shakira devient vite connue dans sa ville d'origine, ainsi que dans le reste du pays. Cet album, n'étant plus disponible à la vente, est dorénavant considéré comme un objet de collection. Il lui permet également de remporter deux prix et de participer à plusieurs évènements culturels entre 1991 et 1992.

## Conception et réalisation

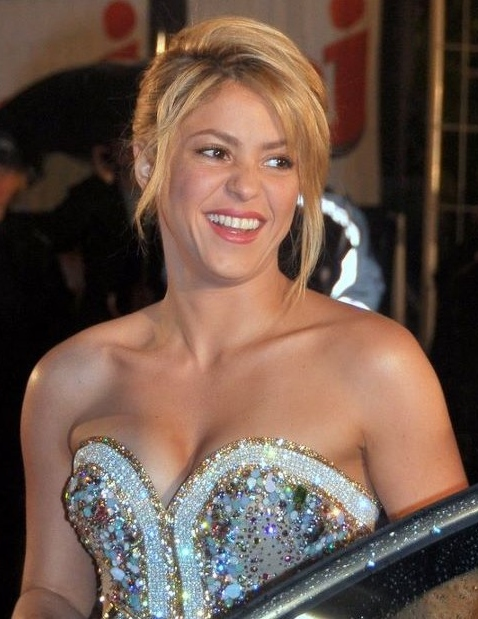
Shakira en 2012.

### Contexte
Née le 2 février 1977 à Barranquilla en Colombie, Shakira commence à écrire des chansons à l'âge de huit ans. La première qu'elle compose, et qui est initialement un poème, s'intitule Tus gafas oscuras. Elle est dédiée à son père qui porte à l'époque de grosses lunettes de soleil afin de cacher sa peine d'avoir perdu l'un de ses enfants dans un accident de moto, ce qui a marqué la jeune fille. C'est à ce même moment qu'elle « découvre que la poésie et la musique se marient parfaitement ». Ses performances réalisées lors de compétitions locales lui permettent de rencontrer Mónica Ariza, la productrice d'un groupe de théâtre appelé Los Monachos. Elle signe ainsi son premier contrat professionnel à l'âge de 11 ans avec la compagnie de jeunes talents d'Ariza. Dès lors, elle se fait connaître dans le milieu artistique barranquillero grâce aux divers concours de jeunes talents qu'elle remporte. Mónica Ariza parvient à lui décrocher une audition avec un promoteur de Sony Music, Ciro Vargas, de passage à l'hôtel El Prado à Barranquilla. Alors qu'elle n'a jamais suivi de cours de musique, Vargas est subjugué par la prestation de la jeune fille qui chante a cappella et danse sur l'un des morceaux de son répertoire. Il décide alors de lui faire passer une deuxième audition devant d'autres dirigeants de Sony Music Columbia, au siège central de Sony Music situé à Bogota. Une nouvelle fois, elle chante et danse sur une de ses compositions. Si les responsables de Sony ne sont pas impressionnés par la voix de Shakira, qu'ils considèrent comme manquant de maturité, ils apprécient en revanche la façon dont la pré-adolescente se présente, son caractère sociable et sa confiance en soi. Quelques semaines plus tard, en cette année 1990, Sony Music décide finalement de lui faire signer un contrat pour enregistrer trois albums, qui seront Magia (1991), Peligro (1993) et Pies descalzos (1995).

### Enregistrement
Pendant la période de préproduction de Magia, qui dure presque trois mois, le petit budget qui lui est alloué est utilisé pour des cours de chant, la conception d'une chorégraphie et l'arrangement des chansons. Magia est composé de huit chansons écrites par Shakira entre ses huit et douze ans. Ces chansons sont principalement des ballades pop. Produit par Miguel E. Cubillos et Pablo Tedeschi, l'enregistrement de l'album se fait dans les locaux d'Aga Estudios à Bogota. Un représentant de Sony Music Columbia a déclaré que l'enregistrement s'était bien déroulé, malgré le fait que la jeune chanteuse soit têtue et capricieuse. Mais pour Shakira, qui n'a que treize ans, l'enregistrement s'avère être difficile à vivre. En effet, la production artistique de l'album étant exclusivement gérée par les producteurs Cubillos et Tedeschi, elle n'est pas en mesure de décider quelles pistes peuvent être incluses sur le disque et les prises de décision au niveau de la structure rythmique ou de la production artistique des chansons se font sans son avis.

### Thèmes
Bien que la conception de Magia soit gérée par Sony Music, l'album parvient à refléter la personnalité de Shakira. La thématique de cette production phonographique tourne autour de la préadolescence de la jeune fille, période durant laquelle elle les écrit. Cela va du poème pour son prince charmant dans Sueños à la célébration de la danse dans Esta noche voy contigo. Le premier album de Shakira couvre la palette complète des émotions éprouvées lors du premier amour. Ainsi, toutes les chansons, à l'exception de Gafas oscuras, abordent le thème de l'amour envers son prince charmant. Les paroles des chansons racontent la fraîcheur des premières expériences amoureuses de Shakira avec le sexe opposé (et plus précisément la relation qu'elle a eu avec son premier petit ami, Óscar Pardo), les rêves d'une jeune fille de la côte et les histoires d'aventures que lui narrait son père.

## Sortie et accueil

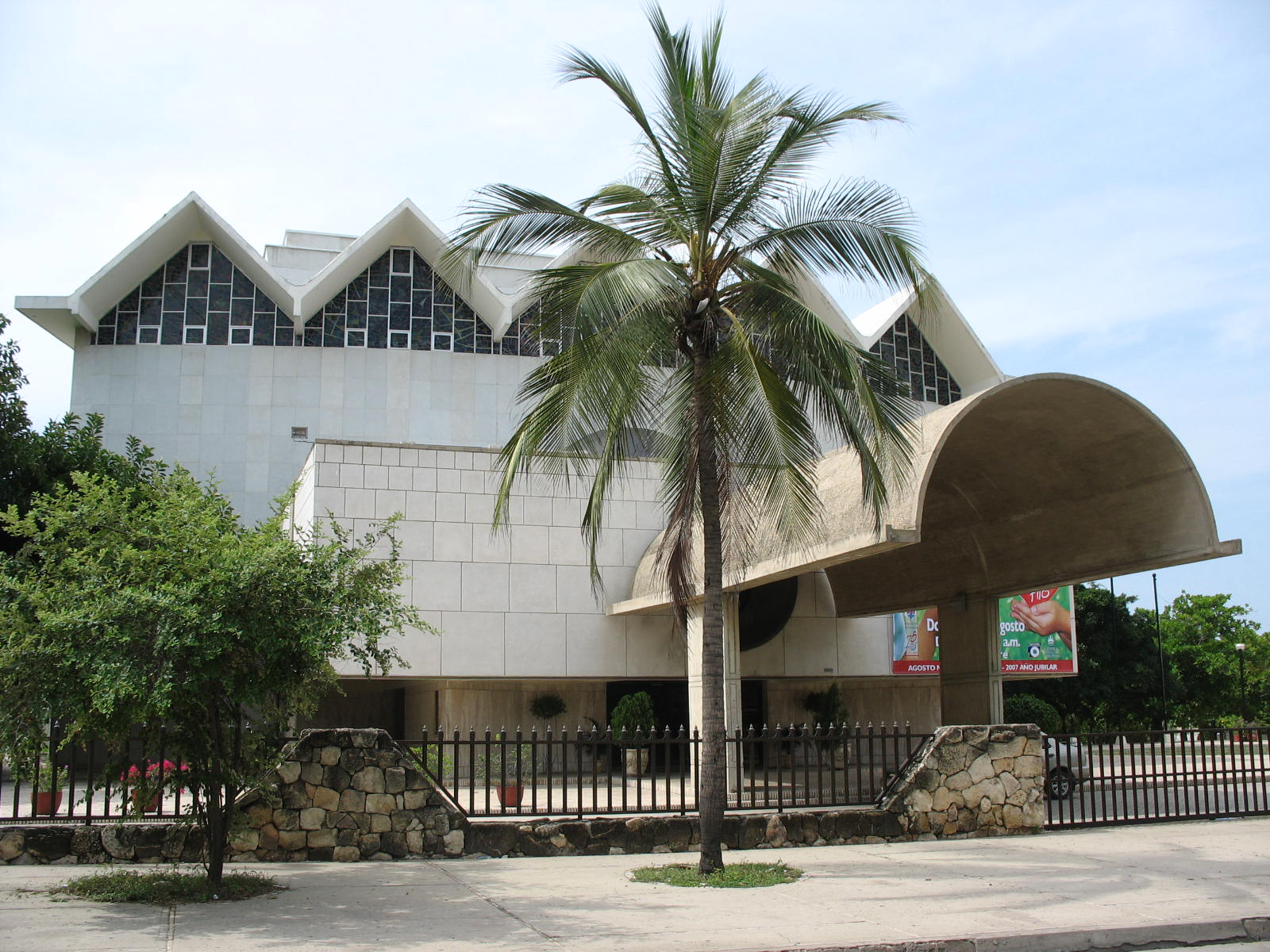
Le théâtre Amira de la Rosa, lieu de la première représentation de Magia.

### Promotion pour la sortie de l'album
L'album Magia sort en Colombie le 24 juin 1991,. Pour promouvoir la sortie de l'album, Shakira demande que quatre danseurs l'accompagnent à chaque représentation, ce que Sony Music accepte. Les danseurs, qui doivent également savoir chanter, sont alors sélectionnés après audition. À l'issue de cette dernière, César Navarro, Guillermo Gómez, Mauricio Pinilla et Richard Ricardo, tous originaires de la même ville que Shakira, sont retenus. La chorégraphie du spectacle est réalisée par Gary Julio et Ray Silva. La première représentation devant public a lieu au théâtre Amira de la Rosa, à Barranquilla, devant environ 800 personnes selon César Navarro. L'évènement est couvert par la presse écrite, la radio et la télévision. Ils poursuivent leur spectacle de promotion de l'album dans d'autres villes colombiennes telles que Carthagène des Indes, Santa Marta, Riohacha, Medellín, Cali et Bogota. Par ailleurs, ils font des représentations dans plusieurs salles de théâtre et dans des festivals.

### Accueil
Magia ne sort qu'en Colombie,. L'album est bien accueilli par la presse et par le public colombien. Néanmoins, il ne remporte qu'un succès commercial au niveau local, ce qui ne satisfait pas Sony Music qui espérait davantage de ventes. Ainsi, d'après certains journalistes colombiens, moins de 1 000 exemplaires auraient été vendus en Colombie,, ce chiffre allant jusqu'à 1 200 exemplaires selon d'autres sources,. Bien que l'album Magia ne soit pas un hit au niveau du nombre de ventes, ses chansons sont fréquemment jouées sur les ondes des stations de radio locales l'année de sa sortie, preuve du potentiel de Shakira pour embrasser une carrière de chanteuse. Finalement, cette première expérience dans le monde de la musique s'avère être bénéfique pour Shakira, puisqu'elle lui permet de découvrir l'envers du décor pour réaliser un album, et cela alors qu'elle est très jeune.

### Retombées
À la suite de la sortie de Magia et étant l'une des rares jeunes de son pays à tenter de se lancer dans la chanson, Shakira est conviée sur les plateaux radio et télévision. Elle est également invitée au Festival de la Canción de Buga en 1991. Elle participe aussi à la cérémonie de l'elección de la Niña Bolívar (élection de la mini-miss Bolívar) à Carthagène des Indes en 1992, en tant que membre du jury, montant aussi sur scène pour y interpréter quelques-uns des titres de Magia. Elle participe également au Festival de la Independencia Cubana à Miami, lors des fiestas de la Hispanidad (fêtes de l'hispanité), et ce devant environ 50 000 spectateurs au Bayfront Park. Encore en 1992, un jury composé de personnalités de son pays la sélectionne pour qu'elle représente la Colombie au Grand Prix de la Chanson Ibéro-Américain de l'organisation des télécommunications ibéro-américaines, qui se déroule en Espagne. Cependant, elle ne peut s'y présenter car elle n'a pas encore 16 ans, l'âge minimum requis pour y participer,.
Magia lui permet de remporter deux prix : le Premio Cantante revelación del año (prix de la révélation de l'année) à Barranquilla en 1991, et le Premio Superestrella de Oro (prix de la superstar d'or) l'année suivante. En 1992, au théâtre Amira de la Rosa, lors d'un concours préparé annuellement par le Comité Coordinador de la Mujer depuis 1980 et décorant les femmes de Barranquilla les plus remarquables, Shakira est récompensée pour son « talent musical ».
Par la suite, la chanteuse colombienne refuse que ses deux premiers albums, Magia et Peligro, soient réédités pour être vendus aux États-Unis, en raison de leur « immaturité ». Le nombre de ses ventes ayant été peu élevé et n'étant plus commercialisé, Magia est dorénavant considéré comme un objet de collection.

## Fiche technique

### Pistes
| No | Titre                            | Auteur                                        | Durée |
| -- | -------------------------------- | --------------------------------------------- | ----- |
| 1. | Sueños                           | Shakira                                       | 3:47  |
| 2. | Esta noche voy contigo           | Miguel Enrique Cubillos                       | 3:53  |
| 3. | Lejos de tu amor                 | Pablo Tedeschi                                | 3:09  |
| 4. | Magia                            | Shakira                                       | 4:43  |
| 5. | Cuentas conmigo                  | Juanita Loboguerrero, Miguel Enrique Cubillos | 4:01  |
| 6. | Cazador de amor                  | Shakira                                       | 3:07  |
| 7. | Gafas oscuras                    | Shakira                                       | 3:13  |
| 8. | Necesito de ti                   | Shakira                                       | 3:41  |
| 9. | Lejos de tu amor (Versión Remix) | Pablo Tedeschi                                | 3:13  |

### Crédits
Crédits extraits de la jaquette de l'album Magia.
- Shakira Mebarak — Composition, voix
- Sergio Solano — Guitares acoustiques et électriques
- Antonio « Toño » Arnedo — Saxophone
- Miguel Enrique Cubillos — Chœur, direction musicale, arrangements artistiques, direction vocale, composition
- Ana María González-Liliana Ávila — Chœur
- Juanita Laboguerrero — Composition
- Pablo Tedeschi — Producteur, compositeur, direction musicale, arrangements, programmation informatique, programmation de synthétiseurs, programmation de batterie
- Álvaro Eduardo Ortiz Q. — Conception
- Gabriel Múñoz — Coordinateur général
- Luis Miguel Olivar — Ingénieur du son et mixage
- Leo Erazzo — Pochette de l'album